# Ali Amini
Ali Amini (Teherán, 12 de septiembre de 1905–París, 12 de diciembre de 1992) fue un político iraní que fue Primer Ministro de Irán de 1961 a 1962. Ocupó varias carteras de gabinete durante la década de 1950 y se desempeñó como miembro del parlamento entre 1947 y 1949.
Amini fue ampliamente considerado como "un protegido de los Estados Unidos"  y un "reformador liberal pro-estadounidense".

## Temprana edad y educación
Amini nació el 12 de septiembre de 1905 en Teherán. Era nieto de Mozaffar ad-Din Shah Qajar a través de su madre, Fakhr-ol-dowleh . Su padre fue un importante estadista durante el período Qajar, Mohsen Amin-ol-dowleh.
Completó sus estudios primero en Darolfonoon y luego en Francia, donde se graduó con una licenciatura en derecho de la Universidad de Grenoble, seguido de su doctorado en economía de París . Su tesis doctoral versó sobre el monopolio del comercio exterior en Irán.
A su regreso a Irán, fue empleado en el Ministerio de Justicia por Ali Akbar Davar .

## Carrera profesional
Amini fue miembro fundador del Partido Demócrata de Irán e ingresó al decimoquinto mandato del parlamento con la candidatura del partido. Su primera cartera ministerial estuvo en el gabinete de Ali Mansur .
Se desempeñó como ministro en el gabinete de Mohammad Mosaddegh, pero se separó de Mosaddegh en julio de 1952. Más tarde fue considerado como un "traidor" por el Frente Nacional, debido a su colaboración con el gobierno iraní posterior al golpe de Estado de 1953 . Se convirtió en ministro de asuntos económicos en el gabinete de Fazlollah Zahedi y permaneció en el cargo hasta 1955. Luego fue nombrado ministro de justicia bajo Hossein Ala en 1955. Fue nombrado embajador en los EE. UU. en 1956, cargo que ocupó hasta 1958.
Sus tendencias eran pro-estadounidenses en la medida en que incomodaban al sha. Mohammad Reza Shah, en particular, desconfiaba de la popularidad y la amistad de Amini con el entonces senador John F. Kennedy . Por lo tanto, su mandato terminó en 1958.
En la década de 1950, Amini fue candidato a primer ministro. Fue nombrado primer ministro en 1961. En julio de 1962, sin embargo, fue reemplazado por un amigo cercano del Sha y un importante terrateniente de Birjand, Asadollah Alam . A fines de la década de 1970, Amini intentó regresar a la política iraní a la edad de 70 años. Se desempeñó como asesor del Shah durante los últimos días de la dinastía Pahlavi .

## Vida personal
Amini se casó con Batoul Voosough (fallecido en 1992) en 1932 y tuvieron un hijo, Iraj. Ella era la hija de Hasan Voosough Al Dawlah, cuyo hermano era Ahmad Qavam .

## Honores
Amini recibió la Gran Cruz de la Legión de Honor en 1962.

## Años posteriores y muerte
En 1979, Amini se mudó a París, Francia. Allí encabezó el Frente para la Liberación de Irán, un grupo de oposición monárquica. Se quejó de las luchas internas entre los monárquicos iraníes exiliados y dijo: "Ni siquiera hemos regresado a Teherán [y] se pelean por el nombre del futuro primer ministro del país". Escribió su biografía publicada por la Universidad de Harvard .
Murió en París el 12 de diciembre de 1992, a los 87 años. Su cuerpo fue enterrado en el cementerio de Passy .